# Света Недеља (Халкидики)
Света Недеља (грч. Αγία Κυριακή, Аја Киријаки) је приморско насељено место у општини Ситонија у периферији Средишња Македонија, Грчка. Према попису из 2021. године било је 24 становника.
Насеље је некада било манастирски метох и добило је име по цркви која је била посвећена Светој Недељи. Први пут се помиње на попису из 1928. са шест житеља, али је наредних година био напуштен. Насеље је обновљено сдамдесетих година и на попису из 1981. године је без становника.